# Echinolejeunea
Echinolejeunea là một chi rêu trong họ Lejeuneaceae.